# Elkton (Dakota del Sur)
Elkton es una ciudad ubicada en el condado de Brookings en el estado estadounidense de Dakota del Sur. En el Censo de 2010 tenía una población de 736 habitantes y una densidad poblacional de 183,69 personas por km².

## Geografía
Elkton se encuentra ubicada en las coordenadas 44°14′7″N 96°28′45″O / 44.23528, -96.47917. Según la Oficina del Censo de los Estados Unidos, Elkton tiene una superficie total de 4.01 km², de la cual 4.01 km² corresponden a tierra firme y (0%) 0 km² es agua.

## Demografía
Según el censo de 2010, había 736 personas residiendo en Elkton. La densidad de población era de 183,69 hab./km². De los 736 habitantes, Elkton estaba compuesto por el 85.19% blancos, el 0.41% eran afroamericanos, el 0% eran amerindios, el 0% eran asiáticos, el 0% eran isleños del Pacífico, el 12.09% eran de otras razas y el 2.31% pertenecían a dos o más razas. Del total de la población el 14.54% eran hispanos o latinos de cualquier raza.